# 本查干湖
本查干湖，是位于蒙古国巴彥洪戈爾省的一个鹹水湖。面積252平方公里，是蒙古國第九大湖泊。
本查干湖、塔茨查干湖、Adgiin Tsagaan Lake和鄂劳格湖等四個湖泊組成的「湖谷」是《拉姆薩爾濕地公約》下保護的濕地。